# Khoa học kỹ thuật Đàng Ngoài thời Lê trung hưng
Khoa học kỹ thuật Đàng Ngoài thời Lê trung hưng phản ánh các thành tựu về sử học, y học và khoa học quân sự miền Bắc nước Đại Việt dưới quyền cai quản của vua Lê chúa Trịnh.

## Sử học
So với các thế kỷ trước, sử học Đại Việt thế kỷ 17 – 18 dồi dào hơn về thể loại, phong phú hơn về số lượng và nội dung.
Có hai loại tác phẩm sử học là: 
- Chính sử viết theo thể loại biên niên sử và kỷ truyện.
- Tác phẩm sử học và địa lý học lịch sử của các nhà sử học đương thời soạn theo thể loại địa lý tự nhiên, địa hình kinh tế và địa phương chí.

Chính sử có bộ đầy đủ nhất được hoàn thành và công bố năm 1697 là Đại Việt sử ký toàn thư của các sử thần triều Lê, chép từ thời Hồng Bàng đến Lê Gia Tông (hết năm 1675). Năm 1775, chúa Trịnh Sâm sai Nguyễn Hoàn, Lê Quý Đôn và Vũ Miễn soạn tiếp từ năm 1676 trở đi, nhưng không rõ việc đó hoàn thành ra sao.
Những tác phẩm địa lý lịch sử hoặc viết về một thời đại hay một địa phương, điển hình có:
- Lam Sơn thực lục của Hồ Sĩ Dương (1675) viết trên cơ sở Lam Sơn thực lục của Nguyễn Trãi trước đây, chép các sự việc từ thời Lê Thái Tổ đến hết thời Lê Gia Tông.
- Lê triều trung hưng công nghiệp thực lục và Lê triều thông sử (hoặc Đại Việt thông sử) của Lê Quý Đôn hoàn thành năm 1759, chép từ Lê Lợi khởi nghĩa đến hết thời Nam Bắc triều. Ngoài ra, Lê Quý Đôn còn tác phẩm nổi tiếng Phủ biên tạp lục viết năm 1776 lúc ông vào phục vụ ở Thuận - Quảng (mới giành được từ năm 1775). Đây là sách chuyên khảo về lịch sử, địa dư, chính trị, phong tục miền Thuận - Quảng. Lê Quý Đôn còn tác phẩm Kiến văn tiểu lục ghi chép những nhận xét của tác giả về văn hóa lịch sử từ thời nhà Trần đến cuối thời Hậu Lê.
- Đại Việt lịch triều đăng khoa lục của Nguyễn Hoàn kê toàn bộ những người thi đỗ đại khoa từ khoa đầu tiên năm 1075 đến khoa cuối cùng năm 1787.
- Thiên Nam lịch triều đăng khoa bị khảo của Phan Huy Ôn chép về những nhân vật đỗ tiến sĩ và được phân theo từng huyện. Phan Huy Ôn còn có sách Khoa bảng tiêu kỳ nói về những chuyện lạ trong thi cử.
- Việt sử bị lãm của Nguyễn Nghiễm nói về suy nghĩ của người học sử
- Việt Sử tiêu án của Ngô Thì Sĩ là loại sách khảo cứu, phê phán các bản sử cũ
- Công nghiệp dư chí của Vũ Phương Đề ghi chép về các danh nhân địa phương.

Ngoài những sách viết bằng lời còn có những tác phẩm sử học bằng thơ, điển hình là Thiên Nam ngữ lục với hơn 8000 câu thơ lục bát.

## Y học
Từ thế kỷ 17 trở về trước, y học Đại Việt mang tính chất cổ truyền trên cơ sở kinh nghiệm dân gian và những dược liệu vốn có trong dân. Sang thế kỷ 18, nền y học Đại Việt được nâng lên một tầm cao mới, nhờ cống hiến của Lê Hữu Trác.
Ngoài việc tìm tòi các bài thuốc dân gian, Lê Hữu Trác kết hợp với nghiên cứu thời tiết, khí hậu và đặc điểm sinh lý cơ thể con người. Qua nghiên cứu, ông đã tìm ra phương pháp chẩn đoán bệnh hữu hiệu và chữa bệnh bằng các loại cỏ cây có sẵn trong thiên nhiên. Ông có công sưu tầm, phát hiện và bổ sung thêm 300 vị thuốc nam và thu thập gần 3000 phương thuốc của các vị thầy thuốc đông y đời trước. Ông để lại tác phẩm Hải thượng y tông tâm tĩnh gồm 28 tập, 66 quyển đúc kết tinh hoa y học cổ truyền.

## Khoa học quân sự
Do chiến tranh với Đàng Trong kéo dài nhiều năm, các chúa Trịnh chú trọng tới việc phát triển các kỹ thuật quân sự. Khoa học quân sự thời kỳ này có những bước tiến cả về lý luận lẫn thực tiễn.
Do sự du nhập của khoa học kỹ thuật từ phương Tây, chúa Trịnh đã mở xưởng đúc súng nhờ sự hỗ trợ của người phương Tây và những xưởng đóng tàu, thuyền tại Bãi Cháy và bến Thủy. Sản phẩm là những loại thuyền nhỏ như thuyền Thi hậu, thuyền Hải đạo, thuyền Hải mã, thuyền mui và thuyền Quan hành. Loại lớn nhất có chiều dài 67 thước, rộng 10 thước 5 tấc, có 48 cột chèo.